# Oak Grove (Texas)
Oak Grove es un pueblo ubicado en el condado de Kaufman en el estado estadounidense de Texas. En el Censo de 2010 tenía una población de 603 habitantes y una densidad poblacional de 108,24 personas por km².

## Geografía
Oak Grove se encuentra ubicado en las coordenadas 32°31′56″N 96°19′6″O / 32.53222, -96.31833. Según la Oficina del Censo de los Estados Unidos, Oak Grove tiene una superficie total de 5,57 km², de la cual 5,57 km² corresponden a tierra firme y (0%) 0 km² es agua.

## Demografía
Según el censo de 2010, había 603 personas residiendo en Oak Grove. La densidad de población era de 108,24 hab./km². De los 603 habitantes, Oak Grove estaba compuesto por el 95,52% blancos, el 2.65% eran afroamericanos, el 0,17% eran amerindios, el 0,17% eran asiáticos, el 0% eran isleños del Pacífico, el 1,49% eran de otras razas y el 0% pertenecían a dos o más razas. Del total de la población el 4,31% eran hispanos o latinos de cualquier raza.